# Гунбин, Фёдор Васильевич
Фёдор Васильевич Гунбин (1886—1948) — участник Белого движения на Юге России, подполковник.

## Биография
В 1909 году окончил Михайловское артиллерийское училище, откуда выпущен был подпоручиком в 21-ю конно-артиллерийскую батарею. Произведен в поручики 31 августа 1911 года.
В Первую мировую войну вступил с 21-й конно-артиллерийской батареей. За боевые отличия был награждён всеми орденами до ордена Св. Владимира 4-й степени включительно. Произведен в штабс-капитаны 21 июля 1915 года «за выслугу лет», в капитаны — 1 февраля 1917 года. В 1918 году служил в гетманской армии, 30 ноября 1918 года был назначен в 4-й конно-артиллерийский полк.
В Гражданскую войну участвовал в Белом движении в составе Вооруженных сил Юга России и Русской армии, был командиром 6-й батареи 2-го конно-артиллерийского дивизиона до эвакуации Крыма. Был произведен в подполковники и награждён орденом Св. Николая Чудотворца. Эвакуировался из Крыма на корабле «Аю-Даг».
В эмиграции в Югославии. В годы Второй мировой войны служил в Русском корпусе. Состоял в 1-й роте 3-го полка, в декабре 1942 года был назначен командиром взвода 2-й роты, с 7 декабря 1943 года — командиром 6-й учебной роты того же полка. На 24 февраля 1945 года — командир охранной роты 4-го полка (в чине обер-лейтенанта). Умер в 1948 году в Зальцбурге. Похоронен на городском кладбище.

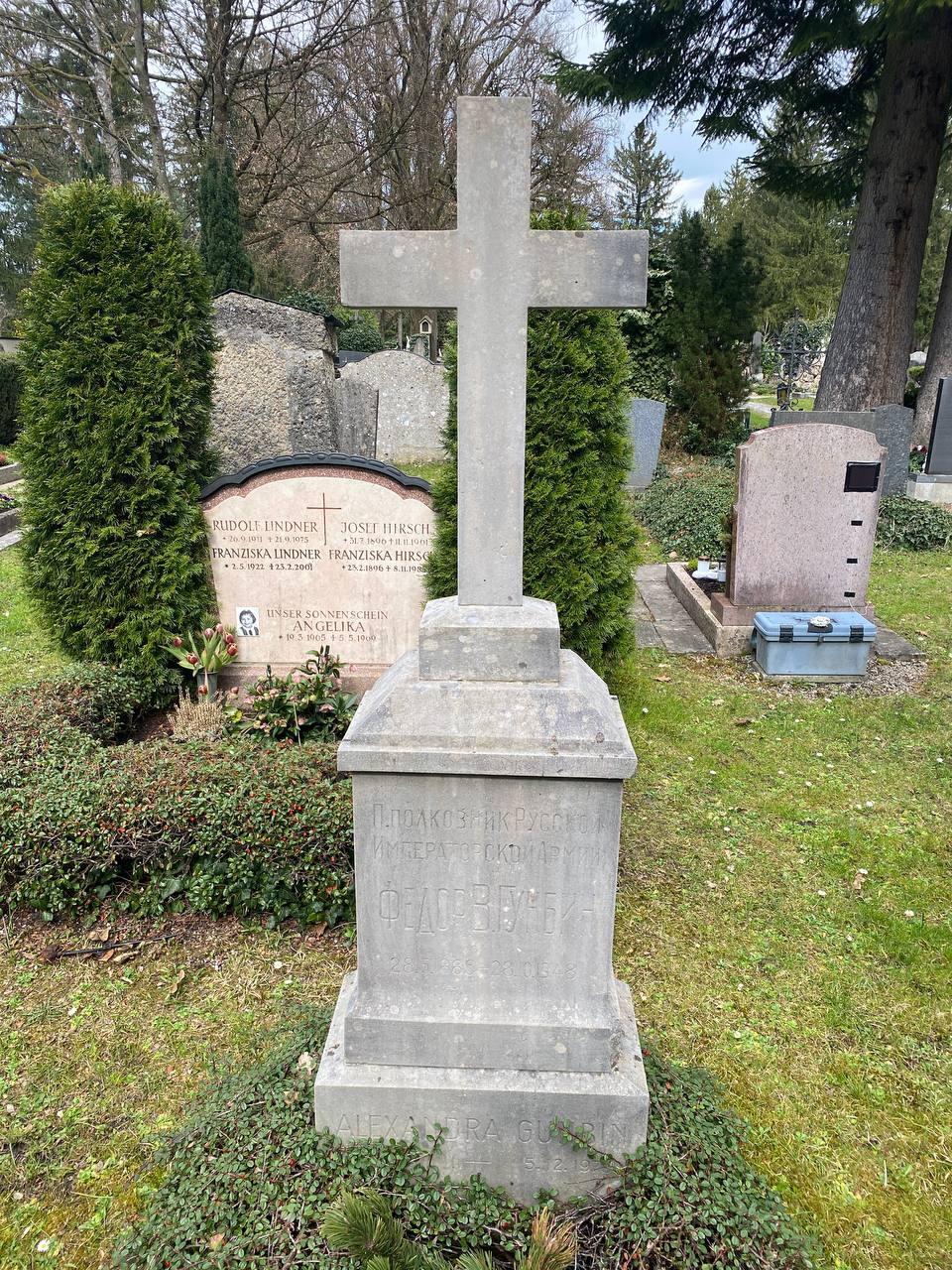
Могила Ф. Гунбина на Коммунальном кладбище в Зальцбурге
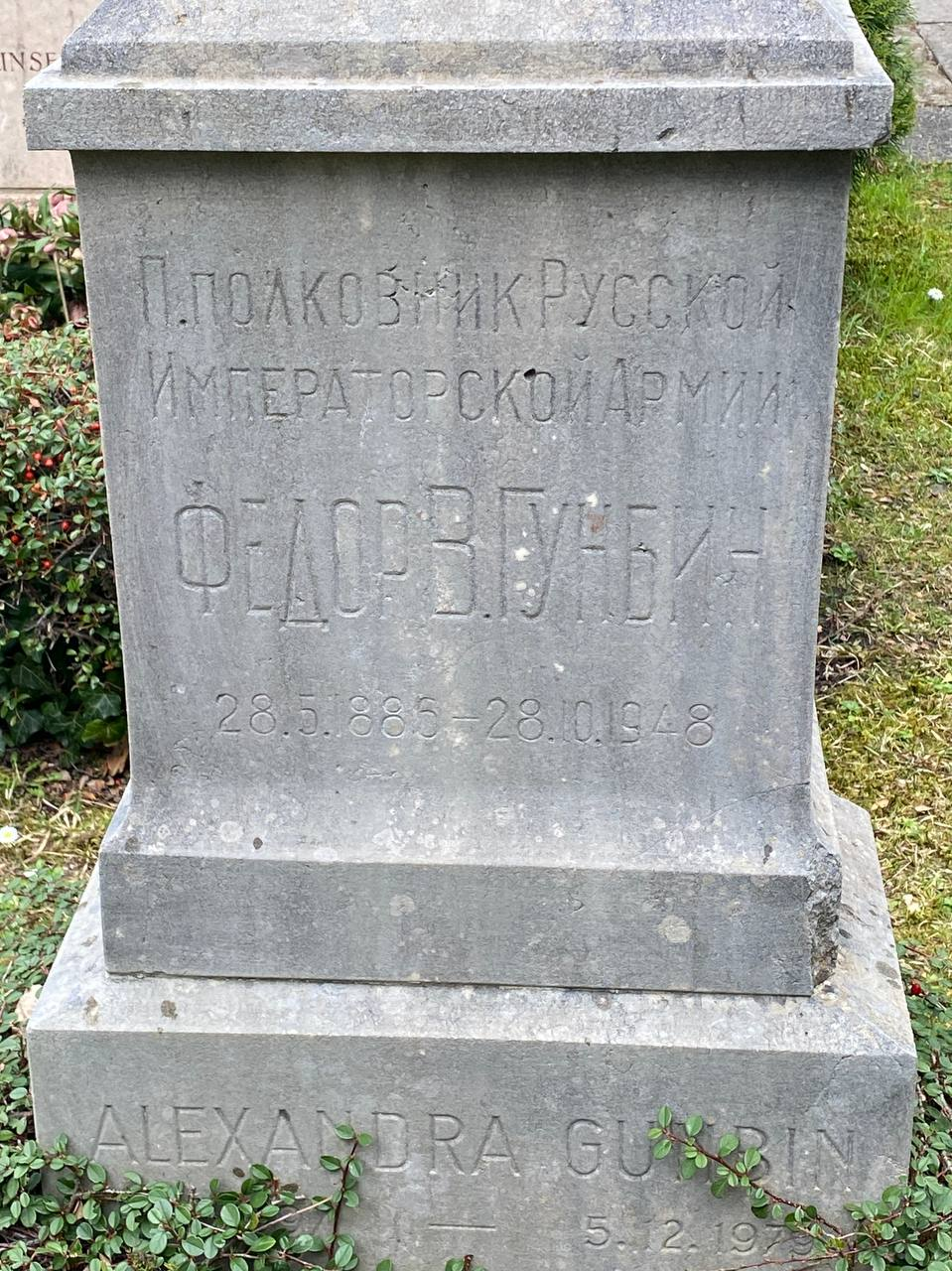

## Награды
- Орден Святой Анны 4-й ст. с надписью «за храбрость» (ВП 1.11.1914)
- Орден Святой Анны 3-й ст. с мечами и бантом (ВП 5.01.1915)
- Орден Святого Станислава 2-й ст. с мечами (ВП 19.02.1915)
- Орден Святого Владимира 4-й ст. с мечами и бантом (ВП 16.08.1915)
- Орден Святого Станислава 3-й ст. с мечами и бантом (ВП 17.11.1915)
- Орден Святой Анны 2-й ст. с мечами (ВП 8.06.1916)
- Орден Святителя Николая Чудотворца (Приказ Главнокомандующего № 3651, 16 сентября 1920)